# Hans-Werner Wahl
Hans-Werner Wahl (* 2. Januar 1954 in Birkenfeld) ist ein deutscher Psychologe und Alternsforscher. Er leitete von 1997 bis 2005 am Deutschen Zentrum für Alternsforschung die Abteilung für Soziale und Ökologische Gerontologie. Seit 2006 leitet er die Abteilung für Psychologische Alternsforschung am Psychologischen Institut der Universität Heidelberg. Er ist auch einer der Direktoren des Netzwerks Alternsforschung der Universität Heidelberg.

## Ausbildung
Hans-Werner Wahl schloss sein Studium der Psychologie an der Universität Heidelberg 1981 mit dem Diplom ab und promovierte 1989 an der Freien Universität Berlin zum Dr. phil. Sechs Jahre später habilitierte er sich in Heidelberg im Fach Psychologie.

## Forschungsschwerpunkte
Die Schwerpunkte seiner Forschung sind:
- Altern in einer Sicht der Transaktion von älteren Menschen mit ihren räumlich-dinglichen-technischen Umwelten; hier geht es z. B. um Fragen des Wohnens, der außerhäuslichen Mobilität und der Rolle von Technologien zur Verbesserung des Lebens im Alter
- Bedeutung von subjektiven Alternsprozessen; dabei steht die Frage im Mittelpunkt, wie wichtig Bewertungsprozesse im Hinblick auf das eigene Älterwerden sind (im Unterschied zum chronologischen Alter)
- Umgang mit gesundheitlichen und funktionalen Verlusten im höheren Lebensalter und Adaptation an Herausforderungen des Älterwerdens; dazu untersucht er schwerpunktmäßig Beeinträchtigungen im Sehen und Hören im Alter
- Fragen der angewandten Gerontologie bzw. der  Interventionsgerontologie; zentral ist hier der Aspekt der Plastizität, etwa in Gestalt von weiterhin möglichen Lernprozessen im Alter
- Theoretische Fragen der Lebensspannenforschung; hier geht es etwa um die Frage, wie lebenslange Entwicklungsprozesse besser verstanden werden können bzw. in welcher Weise frühe Lebenserfahrungen mit späten „Ausgängen“ zusammenhängen
- Geschichte und Systematik der Gerontologie

Er hat bislang etwa 250 Artikel und Kapitel sowie 27 Bücher bzw. Herausgeberwerke zur psychologischen Alternsforschung bzw. Gerontologie publiziert. Er ist Ko-Herausgeber des European Journal of Ageing, und er hat 2009 den M. Powell Lawton Award der Amerikanischen Gerontologischen Gesellschaft (Gerontological Society of America) für seine Beiträge zur angewandten Alternsforschung erhalten. 2013/14 war er Fellow des Marsilius-Kollegs der Universität Heidelberg.